# Strophaeus sebastiani
Espèce
Strophaeus sebastiani est une espèce d'araignées mygalomorphes de la famille des Barychelidae.

## Distribution
Cette espèce est endémique du Panamá.

## Description
Le mâle holotype mesure 21,5 mm et la femelle paratype 27,1 mm.

## Étymologie
Cette espèce est nommée en référence à Sebastián Miranda, le fils de Roberto Julio Miranda Cáceres.

## Publication originale
- Miranda & Bermúdez, 2010 : « Strophaeus sebastiani, nueva especie de Barychelidae (Araneae: Mygalomorphae) de Panamá. » Boletín de la Sociedad Entomológica Aragonesa, no 47, p. 175-179 (texte intégral).